# Flugplatz Jacmel

i7
i11
i13
Der Flugplatz Jacmel (französisch Aéroport de Jacmel, IATA-Code: JAK, ICAO-Code: MTJA) liegt bei Jacmel, Hauptort des Départements Sud-Est, ungefähr 40 km südlich von Port-au-Prince.
Auf seinen Wartepositionen können gleichzeitig maximal 5 größere Maschinen parken. Bedingt durch die Folgen des Erdbebens in Haiti (12. Januar 2010) wurde er für Hilfslieferungen als internationaler Flughafen genutzt.